# Ноланвілл (Техас)
Ноланвілл (англ. Nolanville) — місто (англ. city) в США, в окрузі Белл штату Техас. Населення — 5917 осіб (2020).

## Географія
Ноланвілл розташований за координатами 31°4′31″ пн. ш. 97°36′42″ зх. д. / 31.07528° пн. ш. 97.61167° зх. д. (31.075187, -97.611628).  За даними Бюро перепису населення США в 2010 році місто мало площу 8,98 км², з яких 8,94 км² — суходіл та 0,05 км² — водойми.

## Демографія
Згідно з переписом 2010 року, у місті мешкало 4259 осіб у 1473 домогосподарствах у складі 1105 родин. Густота населення становила 474 особи/км².  Було 1598 помешкань (178/км²).
Расовий склад населення:
| - 70,5 % — білих - 13,9 % — чорних або афроамериканців - 1,9 % — азіатів - 1,2 % — корінних американців - 0,5 % — вихідців з тихоокеанських островів - 6,9 % — осіб інших рас |

До двох чи більше рас належало 5,1 %. Частка іспаномовних становила 21,9 % від усіх жителів.
За віковим діапазоном населення розподілялося таким чином: 33,6 % — особи молодші 18 років, 61,5 % — особи у віці 18—64 років, 4,9 % — особи у віці 65 років та старші. Медіана віку мешканця становила 28,7 року. На 100 осіб жіночої статі у місті припадало 95,9 чоловіків;  на 100 жінок у віці від 18 років та старших — 94,0 чоловіків також старших 18 років.
Середній дохід на одне домашнє господарство  становив 49 754 долари США (медіана — 42 366), а середній дохід на одну сім'ю — 52 177 доларів (медіана — 42 992). За межею бідності перебувало 24,5 % осіб, у тому числі 32,9 % дітей у віці до 18 років та 0,0 % осіб у віці 65 років та старших.
Цивільне працевлаштоване населення становило 1736 осіб. Основні галузі зайнятості: освіта, охорона здоров'я та соціальна допомога — 27,7 %, роздрібна торгівля — 13,5 %, мистецтво, розваги та відпочинок — 11,0 %, виробництво — 10,9 %.